# Psychotria patentivenia
Psychotria patentivenia är en måreväxtart som beskrevs av Friedrich Anton Wilhelm Miquel. Psychotria patentivenia ingår i släktet Psychotria och familjen måreväxter. Inga underarter finns listade i Catalogue of Life.